# 심성본정
심성본정(心性本淨)은 "인간의 마음의 본성은 본래 청정하다"는 것으로서 이것은 부파불교 중의 대중부(大衆部)가 주장한 사상이다.
심성본정의 사상에 따르면, 인간이 진(眞)을 진으로서, 선(善)을 선으로서, 미(美)를 미로서, 각각 위(僞) · 악(惡) · 추(醜)로부터 변별(辨別)하고 판별(判別)할 수가 있으며, 또한 생사의 미망(迷妄)을 끊고 열반의 이상(理想)으로 향할 수가 있는 것은 인간의 마음 속 깊은 곳에 청정무구(淸淨無垢)한 마음의 본성이 있기 때문이다.
또한, 마음이 때로는 번뇌에 뒤덮이고 유전하여 타락하는 일이 있더라도 이 번뇌는 객진번뇌(客塵煩惱)로서 외래(外來)의 2차적 존재에 불과하고 마음의 본성 자체는 어디까지나 청정무구한 것이며 이것을 자각하여 청정한 심성을 현현(顯現)시키면 거기에서 깨달음을 얻고 이상의 인격자인 부처가 될 수 있는 것이라고 하였다.
이 대중부의 본래 청정한 심성은 후일의 대승불교에서는 여래장(如來藏) 혹은 불성(佛性)이라고 하여 이것은 곧 여래(如來)가 될 본성, 즉 여래태(如來胎)로서, 모든 사람은 나면서부터 여래태, 즉 불성을 갖추고 있다는 사상으로 발전하였다.

## 참고 문헌
- 이 문서에는 다음커뮤니케이션(현 카카오)에서 GFDL 또는 CC-SA 라이선스로 배포한 글로벌 세계대백과사전의 내용을 기초로 작성된 글이 포함되어 있습니다.